# Jan Thomée
Johannes „Jan” Thomée (ur. 4 grudnia 1886 w Delfcie, zm. 1 kwietnia 1954 tamże) – piłkarz holenderski grający na pozycji napastnika. W swojej karierze rozegrał 16 meczów i strzelił 16 bramek w reprezentacji Holandii.

## Kariera klubowa
W swojej karierze piłkarskiej Thomée grał w klubie Concordia Delft.

## Kariera reprezentacyjna
W reprezentacji Holandii Thomée zadebiutował 21 grudnia 1907 roku w przegranym 2:12 towarzyskim meczu z Anglią, rozegranym w Darlington. W 1908 roku był w kadrze Holandii na igrzyska olimpijskie w Londynie. Na tych igrzyskach zdobył brązowy medal. Od 1907 do 1912 roku rozegrał w kadrze narodowej 16 meczów i zdobył 16 goli.
Jego wnuk Hadriaan van Nes oraz prawnuczka Eeke van Nes reprezentowali Holandię w wioślarstwie.